# Іоганн II (герцог Саксонії)
Іоганн II (*Johann II бл. 1275  —22 квітня 1322) — герцог Саксонії у 1282—1296 роках, герцог Саксен-Лауенбурзький у 1296—1303 роках, герцог Саксен-Бергердорф-Мельнський у 1303—1322 роках.

## Життєпис
Походив з династії Асканіїв. Син Іоганна I, герцога Саксонії, та Інгеборги (доньки Біргера Ярла, шведського правителя). З дитинства мав слабке здоров'я і в молодості осліп. Після зречення батька в 1282 році він правил Саксонським герцогством спільно з братами Альбрехтом III і Еріхом I. Проте співволодарем і опікуном усіх братів був стрийко Альбрехт II.
У 1296 року поділив з родичами спадкові володіння: Саксен-Віттенберзьке герцогство дісталось Альбрехту II, а Саксен-Лауенбурзьке (міста Фірланд, Лауенбург, Рацебург, Дарцинг і Хадельн) перейшов у спільному управлінні братів.
У 1303 році Іоганн II розділив володіння з братами, отримавши при цьому Саксен-Бергердорф-Мельнське герцогство (Мельн, частина Саксенвальда і Рацебург). Ексклав Хадельн залишився в спільному володінні.
Як старший в роду, Іоганн II користувався правами курфюрста і в 1314 році брав участь у виборах німецького імператора (голосував за Людвіга Віттельсбаха). Його двоюрідний брат Рудольф I Саксен-Віттенберзький, який також претендував на титул електора (курфюрста) Саксонського, віддав свій голос Фрідриху Габсбургу, герцогу Австрійському.
Близько 1315 року Іоганн II одружився з представницею роду Гольштейн-Рендсбург. У 1322 році помер, володіння успадкував єдиний син Альбрехт.

## Родина
Дружина — Єлизавета, донька Генріха I, графа Гольштейна-Рендсбургу
Діти:
- Альбрехт (1315—1345), герцог Саксен-Лауенбурзький